# UFC on ESPN: Blaydes vs. Volkov
UFC on ESPN: Blaydes vs. Volkov (também conhecido como UFC on ESPN 11) foi um evento de MMA a ser produzido pelo Ultimate Fighting Championship no dia 20 de junho de 2020, no UFC Apex em Las Vegas, Nevada.

## Background
O evento era esperado para ocorrer no SaskTel Centre em Saskatoon, Canadá. Devido à pandemia do Coronavírus, o evento foi remarcado para ocorrer em Las Vegas, Nevada.
A luta principal foi entre Curtis Blaydes e Alexander Volkov, no peso-pesado.
Joe Solecki era esperado para enfrentar Austin Hubbard neste evento. Entretanto, Solecki foi removido do card por motivos desconhecidos em 13 de junho. Ele foi substituído pelo estreante Max Rohskopf.

## Bônus da Noite
Os lutadores receberam $50.000 de bônus:
- Luta da Noite:  Josh Emmett vs.  Shane Burgos
- Performance da Noite:  Jim Miller e  Justin Jaynes